# Copa Mundial de Triatlón de 2011
La Copa Mundial de Triatlón de 2011 és una serie de carreras de triatlón organizadas por la Unión Internacional de Triatlón para triatletas de élite que se competirán en 2011. Nueve carreras fueron anunciadas como parte de la serie de la Copa Mundial. La última carrera en Auckland, Nueva Zelanda forma parte de la Gran Final del Campeonato Mundial de Triatlón de 2012. En cada carrera la distancia es olímpica: 1500m natación (en aguas abiertas), 40km de ciclismo en ruta (en un circuito urbano) y 10 km de carrera a pie. Dependiendo de la posición final de cada triatleta a éstos se les otorga unos puntos que cuentan para el ranking del Campeonato Mundial de Triatlón de 2011.

## Eventos
| Fecha           | Ciudad       | País          |
| --------------- | ------------ | ------------- |
| 27 de marzo     | Mooloolaba   | Australia     |
| 27 de abril     | Ishigaki     | Japón         |
| 8 de mayo       | Monterrey    | México        |
| 10 de julio     | Edmonton     | Canadá        |
| 14 de agosto    | Tiszaújváros | Hungría       |
| 9 de octubre    | Huatulco     | México        |
| 15 de octubre   | Tongyeong    | Corea del Sur |
| 6 de noviembre  | Guatapé      | Colombia      |
| 20 de noviembre | Auckland     | Nueva Zelanda |

## Resultados

### Mooloolaba
| Puesto    | Masculino       | Masculino | Masculino | Femenino             | Femenino      | Femenino |
| Puesto    | Nombre          | País      | Tiempo    | Nombre               | País          | Tiempo   |
| --------- | --------------- | --------- | --------- | -------------------- | ------------- | -------- |
|           | Brad Kahlefeldt | Australia | 1:51:53   | Nicky Samuels        | Nueva Zelanda | 2:03:13  |
|           | Brendan Sexton  | Australia | 1:51:55   | Emma Moffatt         | Australia     | 2:03:33  |
|           | David Hauss     | Francia   | 1:51:55   | Bárbara Riveros Díaz | Chile         | 2:03:56  |
| Búsqueda: |                 |           |           |                      |               |          |

### Ishigaki
| Puesto    | Masculino      | Masculino      | Masculino | Femenino             | Femenino | Femenino |
| Puesto    | Nombre         | País           | Tiempo    | Nombre               | País     | Tiempo   |
| --------- | -------------- | -------------- | --------- | -------------------- | -------- | -------- |
|           | Hunter Kemper  | Estados Unidos | 1:50:30   | Bárbara Riveros Díaz | Chile    | 2:01:57  |
|           | Artem Parienko | Rusia          | 1:50:48   | Aileen Morrison      | Irlanda  | 2:02:20  |
|           | Marek Jaskolka | Polonia        | 1:50:50   | Kiyomi Niwata        | Japón    | 2:03:34  |
| Búsqueda: |                |                |           |                      |          |          |

### Monterrey
| Puesto    | Masculino         | Masculino      | Masculino | Femenino      | Femenino       | Femenino |
| Puesto    | Nombre            | País           | Tiempo    | Nombre        | País           | Tiempo   |
| --------- | ----------------- | -------------- | --------- | ------------- | -------------- | -------- |
|           | Brendan Sexton    | Australia      | 1:46:56   | Sarah Haskins | Estados Unidos | 1:57:15  |
|           | Frédéric Belaubre | Francia        | 1:47:06   | Ai Ueda       | Japón          | 1:57:21  |
|           | Hunter Kemper     | Estados Unidos | 1:47:11   | Anne Haug     | Alemania       | 1:57:27  |
| Búsqueda: |                   |                |           |               |                |          |

### Edmonton
| Puesto    | Masculino        | Masculino      | Masculino | Femenino        | Femenino  | Femenino |
| Puesto    | Nombre           | País           | Tiempo    | Nombre          | País      | Tiempo   |
| --------- | ---------------- | -------------- | --------- | --------------- | --------- | -------- |
|           | Bevan Docherty   | Nueva Zelanda  | 1:46:47   | Ashleigh Gentle | Australia | 2:00:14  |
|           | Aurélien Lescure | Francia        | 1:46:49   | Mateja Simic    | Eslovenia | 2:01:06  |
|           | Hunter Kemper    | Estados Unidos | 1:46:54   | Lisa Perterer   | Austria   | 2:01:07  |
| Búsqueda: |                  |                |           |                 |           |          |

### Tiszaújváros
| Puesto    | Masculino     | Masculino   | Masculino | Femenino           | Femenino       | Femenino |
| Puesto    | Nombre        | País        | Tiempo    | Nombre             | País           | Tiempo   |
| --------- | ------------- | ----------- | --------- | ------------------ | -------------- | -------- |
|           | Brent McMahon | Canadá      | 1:48:16   | Gwen Jorgensen     | Estados Unidos | 1:59:54  |
|           | Aaron Harris  | Reino Unido | 1:48:22   | Annamaria Mazzetti | Italia         | 2:00:02  |
|           | Akos Vanek    | Hungría     | 1:48:43   | Irina Abysova      | Rusia          | 2:00:18  |
| Búsqueda: |               |             |           |                    |                |          |

### Huatulco
| Puesto    | Masculino      | Masculino      | Masculino | Femenino            | Femenino | Femenino |
| Puesto    | Nombre         | País           | Tiempo    | Nombre              | País     | Tiempo   |
| --------- | -------------- | -------------- | --------- | ------------------- | -------- | -------- |
|           | Matt Chrabot   | Estados Unidos | 2:00:37   | Juri Ide            | Japón    | 2:12:52  |
|           | Richard Murray | Sudáfrica      | 2:00:50   | Annamaria Mazzetti  | Italia   | 2:13:39  |
|           | Bruno Pais     | Portugal       | 2:01:05   | Marina Damlaimcourt | España   | 2:13:52  |
| Búsqueda: |                |                |           |                     |          |          |

### Tongyeong
| Puesto    | Masculino         | Masculino | Masculino | Femenino         | Femenino | Femenino |
| Puesto    | Nombre            | País      | Tiempo    | Nombre           | País     | Tiempo   |
| --------- | ----------------- | --------- | --------- | ---------------- | -------- | -------- |
|           | Dmitry Polyansky  | Rusia     | 1:49:33   | Jessica Harrison | Francia  | 2:00:41  |
|           | José Miguel Pérez | España    | 1:49:49   | Aileen Morrison  | Irlanda  | 2:01:09  |
|           | Simon De Cuyper   | Bélgica   | 1:49:52   | Zuriñe Rodríguez | España   | 2:01:18  |
| Búsqueda: |                   |           |           |                  |          |          |

### Guatapé
| Puesto    | Masculino         | Masculino | Masculino | Femenino         | Femenino | Femenino |
| Puesto    | Nombre            | País      | Tiempo    | Nombre           | País     | Tiempo   |
| --------- | ----------------- | --------- | --------- | ---------------- | -------- | -------- |
|           | Etienne Diemunsch | Francia   | 57:15     | Carole Péon      | Francia  | 1:04:11  |
|           | Crisanto Grajales | México    | 57:22     | Tomoko Sakimoto  | Japón    | 1:04:30  |
|           | Tony Moulai       | Francia   | 57:26     | Zuriñe Rodríguez | España   | 1:04:37  |
| Búsqueda: |                   |           |           |                  |          |          |

Las lluvias nocturnas obligaron a los organizadores a reducir la duración del evento de la Distancia Olímpica a la Distancia Corta.

### Auckland
| Puesto    | Masculino      | Masculino     | Masculino | Femenino        | Femenino      | Femenino |
| Puesto    | Nombre         | País          | Tiempo    | Nombre          | País          | Tiempo   |
| --------- | -------------- | ------------- | --------- | --------------- | ------------- | -------- |
|           | Kris Gemmell   | Nueva Zelanda | 1:59:58   | Andrea Hewitt   | Nueva Zelanda | 2:14:12  |
|           | Bevan Docherty | Nueva Zelanda | 2:01:05   | Tomoko Sakimoto | Japón         | 2:15:09  |
|           | Ryan Fisher    | Nueva Zelanda | 2:01:18   | Mariko Adachi   | Japón         | 2:15:22  |
| Búsqueda: |                |               |           |                 |               |          |